# Giuseppe Bianca
Giuseppe Bianca ( * 4 de febrero de 1801 - 12 de noviembre de 1883 ) fue un botánico y agrónomo italiano. Fue un competente agrónomo y publicaría estudios monográficos sobre la situación agraria de Avola, revelando su estrecha vinculación con la vida social y económica del área.

## Obra
Fue autor de algunas monografíase sobre Ceratonia siliqua y sobre el cultivo de Prunus dulcis en Sicilia, y de una Flora dei dintorni di Avola (Catania, 1840)
- La abreviatura «Bianca» se emplea para indicar a Giuseppe Bianca como autoridad en la descripción y clasificación científica de los vegetales.[2]